# Вуйковичі
Ву́йковичі — село в Україні, у Яворівському районі Львівської області. Населення становить 146 осіб. Орган місцевого самоврядування - Мостиська міська рада.

## Відомі люди
- Гарцула Володимир Іванович (* 1959) — Почесний консул Латвійської Республіки у місті Львів, підприємець, заслужений працівник промисловості України.
- Гарцула Ярослав Іванович — Почесний Консул Його Величності Короля Бельгії у Західному регіоні України. Народився у Вуйковичах.